# H10N7
H10N7 — серотип вируса гриппа А (птичий грипп), который вызывает спорадические инфекции среди людей и энзоотические вспышки среди тюленей. Вирус передаётся аэрозольным или респираторно-капельным путем.

## Описание
Вспышка этого вируса у птиц произошла в США в 1979—1980 годах. Эпидемия наблюдалась в штате Миннесота на двух фермах которые специализировались на выращивании индеек. Уровень смертности на то время близился к 30 %. Антигенно неразличимые вирусы были выделены у здоровых уток на пруду рядом с этими фермами.
Заболевание человека этим вирусом впервые было зафиксировано в 2004 году в Египте. Заболели двое детей возрастом около года, в городе Исмаилия.
В 2014 году вирус H10N7 группы А вызвал массовую гибель обыкновенных тюленей (Phoca vitulina) у западного побережья Швеции и Дании. В течение нескольких месяцев этот вирус распространился на Ваддензе, затронул также области Германии и Нидерландов, что привело к гибели 12 % популяции тюленей.
Заболевание у тюленей сопровождалось интенсивным покраснением в легких, с многоочаговым уплотнением легочной ткани, умеренным или сильным кровотечением в грудной клетке и интенсивно гиперемированной трахеей. В лёгких интенсивно развивались гнойные процессы и некротическая бронхопневмония. В альвеолах было множество бактерий.
Гемагглютинин H10 тюленей более сильное связывание с рецептором человеческого типа по сравнению с гемагглютинином H10 птицы. Преимущественно он соединяется с α2,6-связанными сиаловыми кислотами на длинных удлиненных ветвях.
В 2015 году четыре штамма H10N7 выделили из чаек в Исландии.